# جون كارتر فنسنت
جون كارتر فنسنت (بالإنجليزية: John Carter Vincent)‏ هو دبلوماسي أمريكي، ولد في 19 أغسطس 1900 في سينيكا في الولايات المتحدة، وتوفي في 3 ديسمبر 1972 في كامبريدج في الولايات المتحدة.

## وصلات خارجية
- جون كارتر فنسنت على موقع مونزينجر (الألمانية)